# 喙飞鱼属
喙飞鱼属（学名Phamphexocoetus，来自希腊语rhamphos意为喙+Exocoetus即飞鱼属）是一种生存于始新世路特期的硬骨鱼类，发现于意大利蒙特波卡化石库。该物种同时具有现代鱵科鱼类的延长的形似尖针的特征以及飞鱼的特征，例如宽大的胸鳍。